# Ernest Cadine
Ernest Cadine (ur. 12 lipca 1893 w Saint-Denis, zm. 28 maja 1978 w Paryżu) – francuski sztangista, złoty medalista olimpijski.

## Kariera
Karierę w sporcie rozpoczął w wieku 16 lat, uprawiając zapasy, pływanie, gimnastykę i podnoszenie ciężarów. Swój jedyny medal na arenie międzynarodowej wywalczył podczas letnich igrzysk olimpijskich w Antwerpii w 1920 roku. W wadze lekkociężkiej zwyciężył, wyprzedzając na podium Szwajcara Fritza Hünenbergera i Erika Petterssona ze Szwecji. Po raz pierwszy zawody olimpijskie w podnoszeniu ciężarów podzielone zostały na kategorie wagowe, Cadine został więc pierwszym w historii mistrzem olimpijskim w wadze lekkociężkiej. Był to jednocześnie jego jedyny start olimpijski. 
Ustanowił sześć rekordów świata, po trzy w rwaniu i podrzucie.
W czasie I wojny światowej służył artylerii armii francuskiej. W 1978 roku otrzymał Order Narodowy Zasługi.